# サント・ドミンゴ・デ・ラ・カルサーダ
サント・ドミンゴ・デ・ラ・カルサーダ(Santo Domingo de la Calzada)は、スペイン・ラ・リオハ州のムニシピオ（基礎自治体）。自治体名は、アユエラ及び近郊の地域（現在の自治体域）を開拓した聖ドミンゴ・ガルシア（es、カルサーダのドミンゴ）にちなむ。サンティアゴ・デ・コンポステーラの巡礼路途上にある。

## 歴史

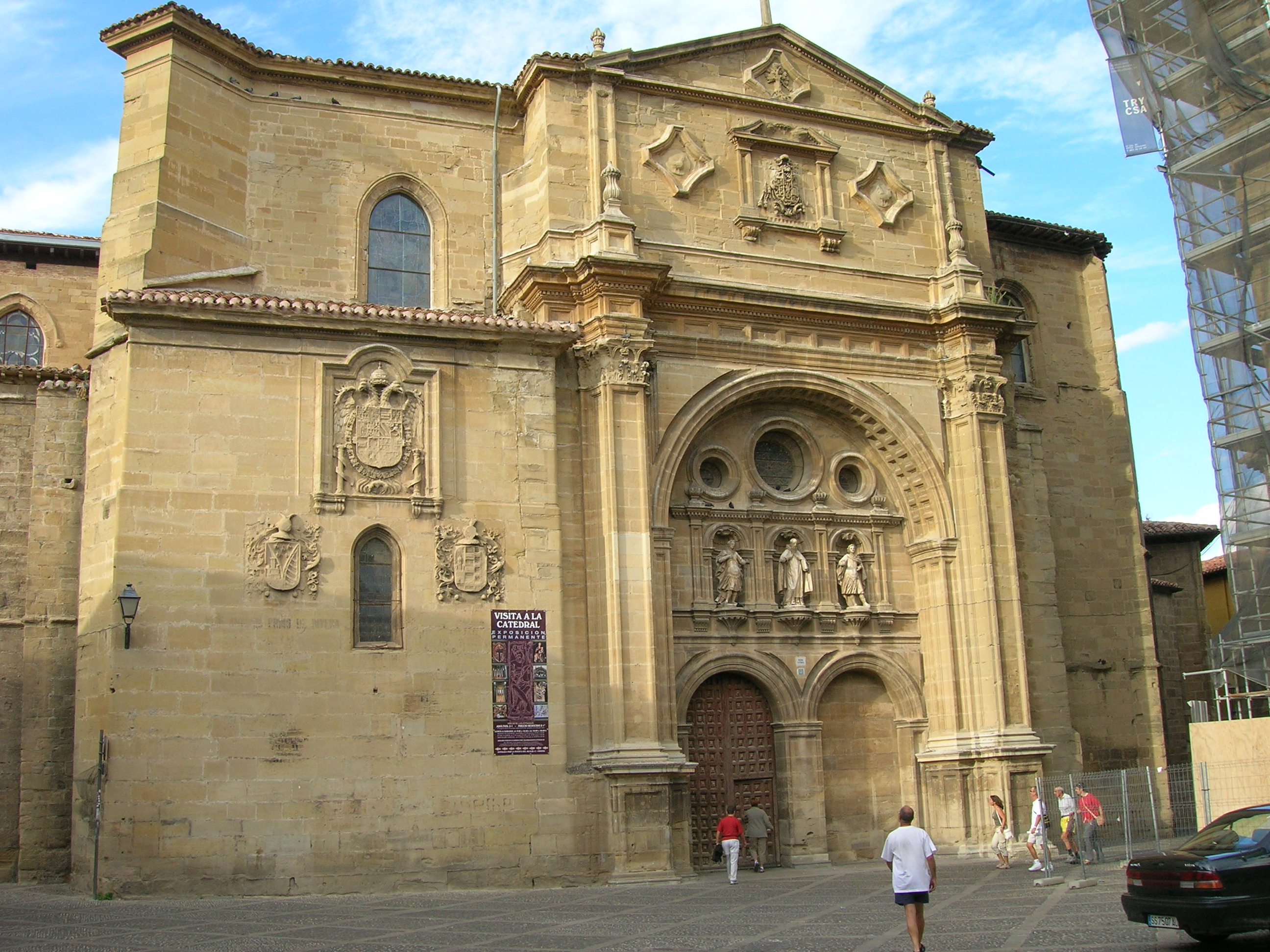
サント・ドミンゴ・デ・ラ・カルサーダ准司教座聖堂。ロマネスク様式

19世紀の歴史家メリーノ・ウルリタによれば、かつての地名はオスカバルテ（Ozkabarte）であったが、現在は完全に失われてしまっている。
11世紀のサント・ドミンゴ・デ・ラ・カルサーダは小さな村落にすぎなかった。歴史上に初めてその名が現れたのは1136年で、1141年には住民に特権が与えられた。住民は、教会と、聖ドミンゴが建てた施療院の周囲に定住していた。聖ドミンゴはオハ川に橋を架け、森を切り開き、土地を浄化して、ログローニョとブルゴスの間を通るローマ街道に似せて街道を建設した。彼は自らのつくった街道を巡礼者が大勢行き来するようになると、巡礼者のために施療院を建てた。1250年まで村は修道院長が治めており、その後は王領となった。王領となってからログローニョへと向かう主要道が通り、聖堂が建てられた。アルフォンソ8世時代に2度特権が授けられ、次第に人口が流入し地区が次々と拡大していった。19世紀にログローニョ県が設置されると、サント・ドミンゴ・デ・ラ・カルサーダは、コマルカの、そして裁判管轄区の中心自治体となった。

## 出身の著名人
- グスタボ・ブエノ（en） - 哲学者